# Kősüllő
A kősüllő (Sander volgensis) a sugarasúszójú halak (Actinopterygii) osztályának sügéralakúak (Perciformes) rendjébe, ezen belül a sügérfélék (Percidae) családjába tartozó faj. A kősüllő köznyelvi elnevezése a bandár, a tarkasüllő, a tótsüllő és a vadsüllő, külföldön nevezik még volgai süllőnek is.
A természetes vizek halászata során nem bír nagy jelentőséggel, de a horgászok számára már nagyobb a jelentősége. A süllőhorgászat során kifogott mennyiség azt mutatja, hogy 1-10 százaléka a fogassüllőének (Sander lucioperca). Ezek alapján nem tartozik a gazdaságilag fontos halfajok közé, bár húsa kitűnő minőségű és a fogassüllőével egyenértékű. Magyarországon horgászata méretkorlátozással (25 centiméter) és tilalmi idővel (március 1. - június 30.) védett, Európa egyes területein a sebezhető fajok között tartják számon.
A Magyar Haltani Társaság kezdeményezésére 2011-ben megválasztották az év halának, hogy ezzel is ráirányítsák a fajra a természetvédők figyelmét.

## Előfordulása
A kősüllő a nagyobb folyók lakója, tengerekben és a brakkvízben ritka. A Kaszpi-, és a Fekete-tengerbe ömlő folyókban és a velük kapcsolatos tavakban honos halfaj. A két legnagyobb elterjedési körzete a Duna és a Volga medencéje. Előfordul a következő országok vizeiben: Ausztria, Bosznia-Hercegovina, Bulgária, Horvátország, Németország, Magyarország, Moldova, Montenegró, Oroszország, Románia, Szerbia, Szlovákia és Ukrajna.
Magyarországon a Balatonban és a nagyobb folyókban találhatók meg az állományai. A kősüllő a 19. században még ritkaságszámba ment, hiszen Vutskits Györgynek 1896-ban egy évnél tovább kellett várnia, ahhoz, hogy a halászok néhány példányt fogjanak számára. Mára magyarországi élőhelyein már közönséges lett. A Balatonban élő kősüllőkkel kapcsolatban Unger Emil felhívta a figyelmet arra, hogy a balatoni kősüllő, a fogassüllőhöz hasonlóan világosabb színezetű, mint a más vizekben élő társaik.
A folyók felső, viszonylag gyors áramlású részein nem található meg, inkább a középső szakaszainak lassabb vizében, illetve a tavakban fordul elő. A dévérzónát kifejezetten kedveli, de kisebb számban a márnazónában is előfordulhat. Érdekesség, hogy a Velencei- és a Fertő-tóból hiányzik. Az iszapos vizeket jobban elviseli, mint a fogassüllő. Az állóvizekben a sekély, iszapos medrű tavakban, holtágakban illetve a tavak és holtágak ilyen jellegű részein jelentősebb állományai is kialakulhatnak, de a teljesen elmocsarasodott vizekben már nem tud megélni. A vízminőségre kevésbé érzékeny, elsősorban a víz mennyisége a fontos számára, mert a kis vizekben nem fordul elő. Emiatt például a síkvidéki víztározókban kezdetben alig van jelen, majd a feltöltődés előrehaladtával lesz egyre gyakoribb.

## Megjelenése
Testformája megnyúlt, aránylag alacsony és oldalról lapított testű hal. A hal testhossza 25-30 centiméter, legfeljebb 40 centiméter. 70-83 apró, fésűs pikkelye van az oldalvonala mentén. Oldalát zöldesszürke határozottabb vonalú sötét harántsávok tarkítják. A fejtető, a fej oldalai és a kopoltyúfedők pikkelyezettek. Kopoltyúfedői kis tüskével rendelkeznek, az elő-kopoltyúfedő fogazott. Állkapcsán erős apró kefefogak nőttek, de a felnőtt példányoknak ebfogai nincsenek. Az első hátúszóban 12-14 kemény tüske, a másodikban 2 és 20-22, a farok alatti úszóban 2 és 9 sugara van. Farokúszója fejlett, a szélén enyhén metszett.

### Hasonló fajok
A fogassüllő ikrásaihoz nagyon hasonlít. Összehasonlítva velük az eltérés a kisebb és zömökebb termeten, a vaskosabb fejen és a kisebb szájon kívül még abban mutatkozik, hogy a kopoltyúfedő hátulsó szegélye visszahajlik a szeme felé, és az oldalát díszítő 8 harántsáv élesen előtűnik. Továbbá a kősüllő pikkelyei méretüket tekintve is kisebbek és a szeme nagyobb, mint a süllőé. A másik hal, mellyel esetleg még összetéveszthető az a sügér, de ennek magasabb a háta, és első hátúszójának a végén van egy nagyobb fekete folt.

### Azonosítása határozóképlettel
A halak közeli rokon fajainak azonosításához sok esetben nem segít az egyszerű szemrevételezéses vizsgálat, akkor a pontos meghatározás elősegítésére alaposan meg kell vizsgálni az adott hal morfológiai tulajdonságait.
Az alábbi táblázat ehhez ad segítséget a kősüllő, a fogassüllő és a csapósügér határozóképletének adataival.
| Tudományos név    | Magyar név  | pikkelyképlet      | garatfogképlet | úszósugár hátúszó            | úszósugár farokalatti |
| ----------------- | ----------- | ------------------ | -------------- | ---------------------------- | --------------------- |
| Sander volgensis  | kősüllő,    | 70 10-11/17-20 83  | -              | D1:XII-XIV, D2:I-II/20-22    | II/9-10               |
| Sander lucioperca | fogassüllő, | 80 12-16/16-24 100 | -              | D1:XIII-XVII, D2:I-III/19-24 | II-III/11-13          |
| Perca fluviatilis | csapósügér, | 57 6-10/12-18 77   | -              | D1:XII-XVII, D2:I-III/12-16  | II/7-9                |

## Életmódja
A kősüllő a hűvös, nyugodt, vagy közepesen áramló, kemény aljzatú vizeket kedveli, amelyek nyáron kissé zavarossá válnak. A vízállásváltozásra az összes magyarországi halfaj közül a süllők reagálnak a legérzékenyebben. Tápláléka kisebb halakból és rákokból áll. Legfeljebb 12 évig él.

## Szaporodása
A kősüllő 3-4 évesen válik ivaréretté. A partközeli részeken április–májusban ívik, valamivel később, mint fajrokona. Ívásához ideális, vízhőmérséklet a 12-15 Celsius-fok. Ikráit a növényzetre rakja, melyeket nem őrzik a szülők. Kevesebb ikrát rak le testtömeg kilogrammonként (30-80 ezer között), mint a fogassüllő.

## Horgászata
Az országos rekord 3,2 kilogramm. Tilalmi ideje március 1. - június 30.  között van. A méretkorlátozás a 20 centiméter alatti példányokra vonatkozik. Legeredményesebb horgászata a késő esti, illetve a kora reggeli órákban várható. A tisztuló vizet szereti a legjobban, még áradás előtt is fogható, de koszos áradásnál már nem vesz magához táplálékot. Az időjárás változásra is érzékeny, borongós esős időben még a déli órákban is lehet fogni. Horgászatának többféle módszere ismert. A legelterjedtebb módszere a csalihalas fenekezés. Akadós területeken alkalmazzák az úszós módszert, melyet célszerű csónakból végezni. Az alkalmazott szereléseknél nincs szükség acélelőkére. Vannak olyan horgászok, akik szeretik megkeresni a süllőt, és ehhez megfelelő módszer a pergetés.

### Internetes leírások a kősüllőről
- A faj szerepel a Természetvédelmi Világszövetség Vörös Listáján. IUCN. (Hozzáférés: 2011. szeptember 18.)
- A faj adatlapja a FishBase oldalán. FishBase. (Hozzáférés: 2011. szeptember 18.)
- Volga Perch Sander volgensis (Gmelin, 1789). BioLib.cz. (Hozzáférés: 2011. szeptember 18.)
- A taxon adatlapja az ITIS adatbázisában. Integrated Taxonomic Information System. (Hozzáférés: 2011. szeptember 18.)
- Sander volgensis (angol nyelven). Encyclopedia of Life. (Hozzáférés: 2011. szeptember 18.)
- Sander volgensis (angol nyelven). NCBI Taxonomy browser. (Hozzáférés: 2011. szeptember 18.)
- Sander volgensis (angol nyelven). UNEP-WCMC Species Database. (Hozzáférés: 2011. szeptember 18.)[halott link]
- Sander volgensis (Gmelin, 1789) (angol nyelven). WORMS World Register of Marine Species. (Hozzáférés: 2011. szeptember 18.)